# Benoît II
Pour les articles homonymes, voir Benoît et Saint Benoît.
Benoît II (° vers 635 – † 8 mai 685), né et mort à Rome, est pape de 684 à 685.
C'est un saint chrétien fêté le 7 mai en Orient et le 8 mai en Occident.

## Biographie
Selon la tradition, il est né à Rome et a pour père un dénommé Jean. Après une éducation à la Schola cantorum, il devient prêtre.
Élu pape le 26 juin 684, il obtient que la confirmation soit donnée non plus par l'empereur byzantin, mais par l'exarque de Ravenne. Le calcul est simple : faible politiquement, l'exarque approuverait toujours les décisions de Rome.
Le pontificat de Benoît II est marqué par son attention envers les pauvres, confinant au populisme. Benoît II renforce également la position du pape en présidant toutes les cérémonies civiles de Rome.